# Castrocalbón
Castrocalbón ist ein nordspanischer Ort und eine Gemeinde (municipio) mit 913 Einwohnern (Stand: 2024) im Süden der Provinz León in der Autonomen Gemeinschaft Kastilien-León. Neben dem Hauptort gehören die Ortschaften Calzada de la Valdería, Felechares de la Valdería und San Félix de la Valdería zur Gemeinde.

## Lage und Klima
Castrocalbón liegt etwa 48 Kilometer südsüdwestlich von León in einer Höhe von etwa 815 m. Das Klima ist gemäßigt bis warm; Regen (ca. 551 mm/Jahr) fällt überwiegend im Winterhalbjahr.

## Bevölkerungsentwicklung
| Jahr      | 1970 | 1981 | 1991 | 2001 | 2011 | 2021 |
| Einwohner | 1937 | 1630 | 1495 | 1363 | 1072 | 938  |

## Wirtschaft
An erster Stelle im Wirtschaftsleben der Gemeinde steht traditionell die ursprünglich zur Selbstversorgung betriebene Landwirtschaft. Auf den Feldern wurden Weizen, Gerste, Wein etc. kultiviert; die Hausgärten lieferten Gemüse und Kartoffeln. 

## Sehenswürdigkeiten

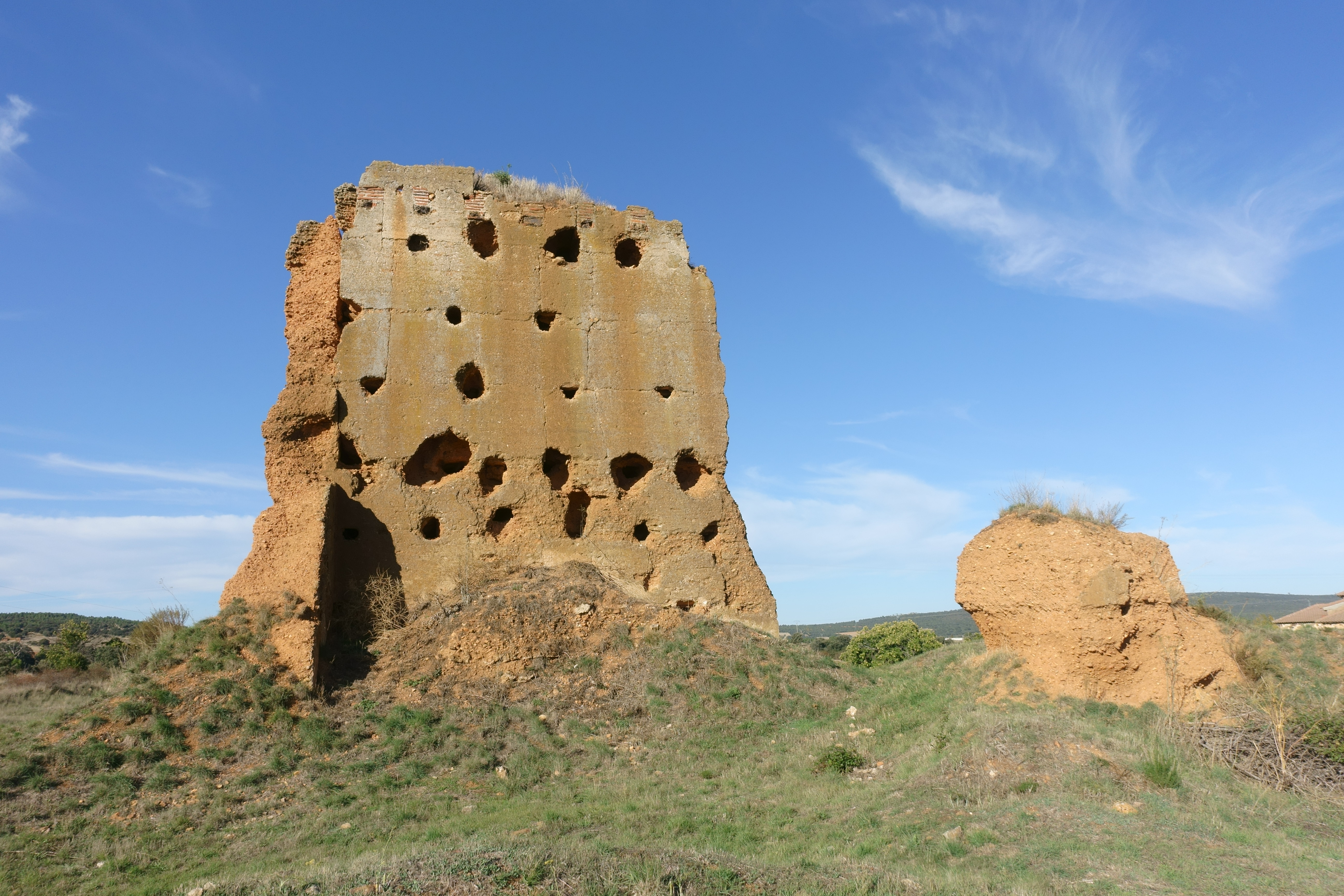
Reste der Burganlage
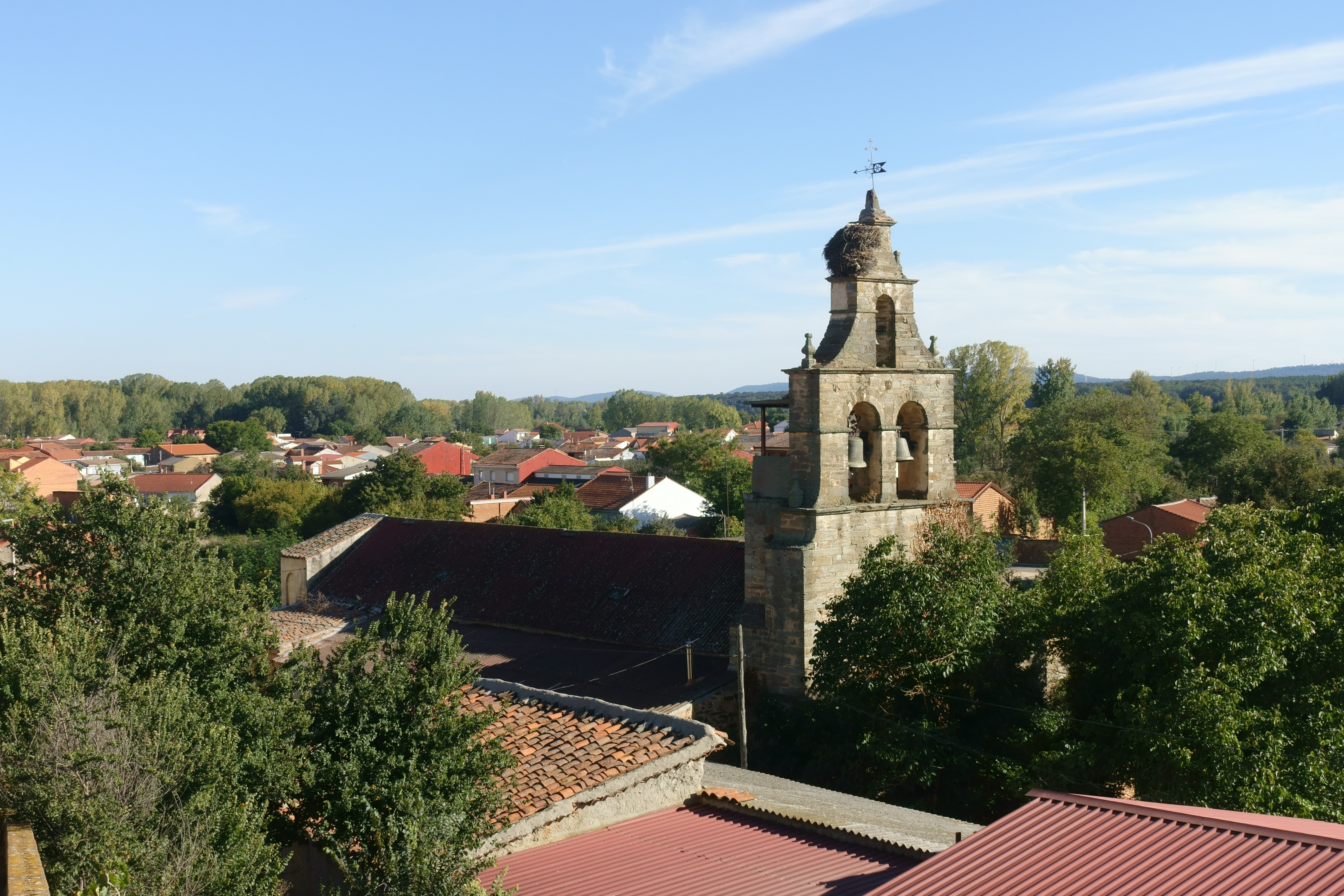
Salvatorkirche
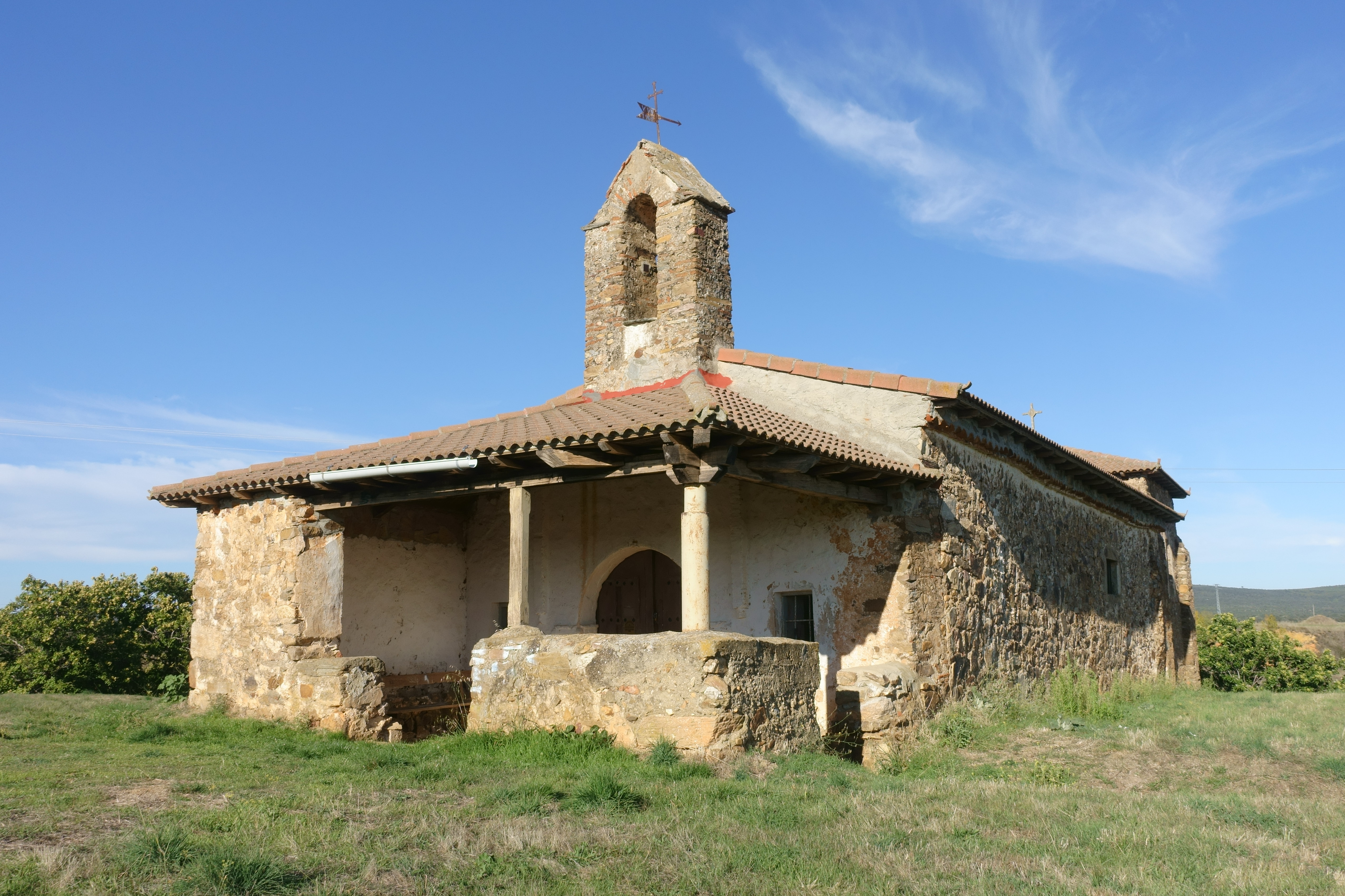
Marienkapelle
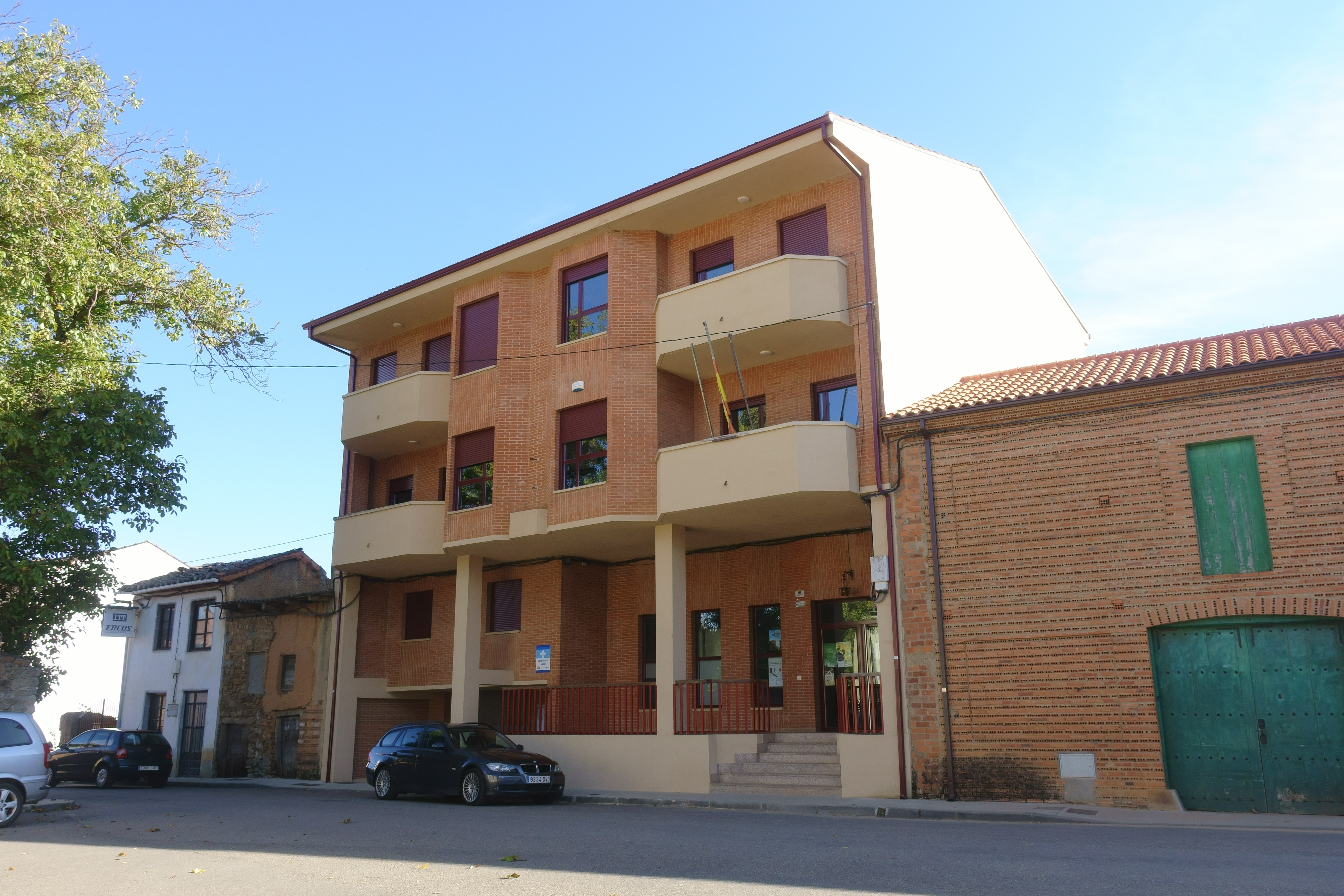
Rathaus

- Reste der Burganlage
- Salvatorkirche
- Marienkapelle
- Rathaus